# Matt Reeves
Matt Reeves (sinh ngày 27/4/1966) là đạo diễn, nhà sản xuất và biên kịch phim người Mỹ. Ông đựoc biết tới lần đầu tên qua series phim truyền hình dài tập "Felicity" (1998–2002) mà ông đồng sáng tạo với nhà sản xuất JJ Abrams. Reeves sau đó nổi tiếng với trò đạo diễn các phim điện ảnh như "Cloverfield" (2008), "Let Me In" (2010), các phần phim khoa học viễn tưởng "Dawn of the Planet of the Apes" (2014) và "War for Planet of the Apes" (2017). Năm 2022, ông đạo diễn phim siêu anh hùng "The Batman" mà nam diễn viên Robert Pattinson đóng vai chính.

## Thời thơ ấu
Reeves sinh ngày 27/4/1966 tại Rockville Centre, New York, đảo Long Island. Khi ông lên năm tuổi, cả gia đình chuyển tới Los Angeles sinh sống.

## Sự nghiệp
Tháng 2/2017, Reeves được thuê làm đạo diễn cho một phim về Người Dơi. Phim ban đầu được dự kiến sẽ nằm trong vũ trụ điện ảnh DCEU và do Ben Affleck đạo diễn, sản xuất kiêm diễn viên chính, tuy nhiên sau khi Affleck rời dự án, Reeves được chọn thay thế và ông quyết định tách phim ra khỏi DCEU. Reeves và Peter Craig cũng là hai biên kịch cho phim.
Dự án phim bắt đầu ghi hình vào tháng 1/2020. Phim ra mắt lần đầu tiên tại London, Anh Quốc vào ngày 23/2, sau đó được công chiếu rộng rãi vào ngày 4/3/2022, với Robert Pattinson đóng vai chính Bruce Wayne/Batman.

## Đời tư
Reeves kết hôn với một nhà làm phim hoạt hình tên Melinda Wang. Cả hai sinh đã được một con trai.